# Tournoi mondial féminin de hockey sur glace de 1987
Le Tournoi mondial de hockey sur glace féminin 1987 était une compétition non officielle qui a marqué le début du hockey féminin au niveau international. Le tournoi a eu lieu du 21 avril au 26 avril 1987 dans les villes de Mississauga et North York (Ontario, Canada). Il fut remporté par le Canada, vainqueur en finale de la Province de l'Ontario.
Depuis 1990, la Fédération internationale de hockey sur glace organise son propre championnat du monde

## Équipes participantes
- Canada
- États-Unis
- Japon
- Ontario
- Pays-Bas
- Suède
- Suisse

## Format
Le premier tour s'est joué sous la forme d'un championnat à match simple, les quatre premiers se qualifiant pour les demi-finales, les autres s'affrontant pour la cinquième place.

## Résultats

### Premier tour
| Date     | Équipe     | Score | Équipe     |
| 21 avril | Canada     | 10-0  | Suisse     |
| 21 avril | Pays-Bas   | 2-5   | Japon      |
| 21 avril | Ontario    | 8-0   | Suède      |
| 21 avril | Canada     | 2-1   | États-Unis |
| 22 avril | Ontario    | 16-0  | Suisse     |
| 22 avril | Canada     | 11-0  | Japon      |
| 22 avril | Suède      | 0-10  | États-Unis |
| 22 avril | Ontario    | 19-0  | Pays-Bas   |
| 23 avril | Japon      | 4-6   | Suisse     |
| 23 avril | Canada     | 19-1  | Pays-Bas   |
| 23 avril | Suisse     | 0-3   | Suède      |
| 23 avril | Ontario    | 14-0  | Japon      |
| 23 avril | États-Unis | 20-0  | Pays-Bas   |
| 24 avril | Japon      | 0-16  | États-Unis |
| 24 avril | Suède      | 7-0   | Pays-Bas   |
| 24 avril | Canada     | 5-0   | Ontario    |
| 24 avril | États-Unis | 13-1  | Suisse     |
| 25 avril | Canada     | 4-0   | Suède      |
| 25 avril | Suisse     | 5-3   | Pays-Bas   |
| 25 avril | Japon      | 0-3   | Suède      |
| 25 avril | États-Unis | 4-2   | Ontario    |

| Équipe     | PJ | V | N | D | BP | BC | +/- | Pts |
| ---------- | -- | - | - | - | -- | -- | --- | --- |
| Canada     | 6  | 6 | 0 | 0 | 51 | 2  | +49 | 12  |
| États-Unis | 6  | 5 | 0 | 1 | 64 | 5  | +59 | 10  |
| Ontario    | 6  | 4 | 0 | 2 | 59 | 9  | +50 | 8   |
| Suède      | 6  | 3 | 0 | 3 | 9  | 13 | -22 | 6   |
| Suisse     | 6  | 2 | 0 | 4 | 12 | 49 | -37 | 4   |
| Japon      | 6  | 1 | 0 | 5 | 9  | 52 | -43 | 2   |
| Pays-Bas   | 6  | 0 | 0 | 6 | 6  | 75 | -69 | 0   |

### Matchs de classement
- Barrage

| Date     | Équipe | Score | Équipe   |
| 25 avril | Japon  | 4-0   | Pays-Bas |

- Match  pour la 5e place

| Date     | Équipe | Score | Équipe |
| 26 avril | Suisse | 4-0   | Japon  |

### Séries éliminatoires
|  | Demi-finales | Demi-finales |                        |   | Finale   | Finale   |
|  | Demi-finales | Demi-finales |                        |   | Finale   | Finale   |
|  |              |              |                        |   |          |          |
|  | 25 avril     | 25 avril     |                        |   | 26 avril | 26 avril |
|  | 25 avril     | 25 avril     |                        |   | 26 avril | 26 avril |
|  | Canada       | 7            |                        |   | 26 avril | 26 avril |
|  | Canada       | 7            |                        |   | 26 avril | 26 avril |
|  | Suède        | 2            |                        |   | 26 avril | 26 avril |
|  | Suède        | 2            | Canada                 | 4 |          |          |
|  | 25 avril     |              | Canada                 | 4 |          |          |
|  |              | Ontario      | 0                      |   |          |          |
|  | États-Unis   | Ontario      | 0                      | 2 |          |          |
|  | États-Unis   |              |                        | 2 |          |          |
|  | Ontario      | 5            |                        |   |          |          |
|  | Ontario      | 5            | Match pour la 3e place |   |          |          |
|  |              |              |                        |   |          |          |
|  | 26 avril     |              |                        |   |          |          |
|  |              |              |                        |   |          |          |
|  | Suède        | 0            |                        |   |          |          |
|  | Suède        | 0            |                        |   |          |          |
|  | États-Unis   | 5            |                        |   |          |          |
|  | États-Unis   | 5            |                        |   |          |          |

## Classement final
| Rang   | Équipe     |
| Or     | Canada     |
| Argent | Ontario    |
| Bronze | États-Unis |
| 4      | Suède      |
| 5      | Suisse     |
| 6      | Japon      |
| 7      | Pays-Bas   |

## Récompenses
- Meilleure joueuse : Dawn McGuire ( Canada)
- Meilleure gardienne : Cathy Phillips ( Canada)
- Meilleure défenseure : Dawn McGuire ( Canada)
- Meilleure avant : France Saint-Louis  ( Canada)
- Joueuse la plus fair-play : Cindy Curley ( États-Unis)
- Équipe la plus fair-play :  Japon